# Nephelistis furva
Nephelistis furva är en fjärilsart som beskrevs av William Schaus 1903. Nephelistis furva ingår i släktet Nephelistis och familjen nattflyn. Inga underarter finns listade i Catalogue of Life.